# Bengt Eriksson (kulturjournalist)
Bengt Gustav Eriksson, född 18 maj 1947 i Stockholm, är en svensk kulturjournalist och musikskribent samt författare och musiker.

## Biografi
Eriksson debuterade som musikjournalist i ungdomstidningen Hej!, vilken utgavs 1968–1969. Han började skriva om genren som senare kom att kallas världsmusik  i avdelningen Innerspalten på Aftonbladets kultursida redan i slutet av 1960-talet och under vinjetten Musik från jordens alla hörn i tidskriften Stereo Hifi (nu Hifi & Musik) på 1970-talet. Han var även verksam på tidningen Musikens makts lokalredaktion i Lund.
Han gjorde även radioprogrammen Musik från jordens alla hörn och Musik som vapen på 1970-talet. Eriksson var initiativtagare till och med om att starta rocktidningen Schlager 1980 tillsammans med några andra tidigare medarbetare i Musikens Makt. Han skriver för olika tidningar främst om populärkultur; diverse sorters musik (rock-, folk- och världsmusik med mera), deckarlitteratur och tecknade serier. Han har även skrivit och varit redaktör för flera böcker. 2003 tilldelades han Svenska Deckarakademins specialpris för boken Deckarhyllan.
Bengt Eriksson var dessutom medlem i musikgruppen Låt 3:e örat lyssna in & 3:e benet stampa takten, som bland annat spelade på den andra Gärdesfesten i Stockholm.
Han är gift med fotografen Birgitta Olsson (född 1944).